# Оперативный отдел штаба
Оперативный отдел (управление, отделение) штаба — центр сбора в штабе и концентрации данных о состоянии положения войсковых сил формирования (в том числе противника).
Основной задачей оперативного отдела (оперативного управления, оперативного отделения) является выработка оперативно-тактических расчётов при развёртывании военных (боевых) действий, для их дальнейшего предоставления командованию. После принятия командиром конкретного боевого решения, оперативный отдел доводит его до войсковых соединений в виде боевого приказа, или распоряжения, одновременно обеспечивая контроль за его исполнением. Данная оперативная работа осуществляется при плотном взаимодействии с другими отделами данного штаба, и с управлениями вышестоящих штабов.
Начальник оперативного отдела штаба, как правило, является заместителем начальника штаба.